# 52601 Іваядзі
52601 Іваядзі (52601 Iwayaji) — астероїд головного поясу, відкритий 29 вересня 1997 року.
Тіссеранів параметр щодо Юпітера — 3,367.